# Jugaria granulata
Jugaria granulata är en ringmaskart som först beskrevs av Carl von Linné 1767. Enligt Catalogue of Life ingår Jugaria granulata i släktet Jugaria och familjen Serpulidae, men enligt Dyntaxa är tillhörigheten istället släktet Bushiella och familjen Serpulidae. Arten är reproducerande i Sverige. Inga underarter finns listade i Catalogue of Life.